# Шана (гурт)
ШАNA (англ. SHANA) — український альтернативний рок-гурт, заснований в 2014 в Харкові. Лідером, автором всіх пісень та музики є Катаріна Леонова.

## Назва
Шана — українське слово стародавнього походження, що об'єднує в собі поняття поваги, честі, слави і гідності. Колектив часто на своїх концертах нагадує про важливість дбайливого ставлення до витоків, свого коріння і історії..

## Історія
Катаріна Леонова — екс-лідер проекту Kassiopeia. У 2014 році зібравши навколо себе харківських музикантів та заручившись підтримкою професійних менеджерів, Катаріна заснувала гурт ШАNA.
У лютому 2015 року музиканти гурту почали працювати над дебютним альбомом «Молюсь» на студії звукозапису TRIXX Studios в Берліні, де свого часу записували музику Rammstein, Dave Gahan, Ніно Катамадзе, Paul van Dyk, Tricky та багато інших.
Перший виступ гурту відбувся на патріотичному фестивалі на майдані Свободи в Харкові — «Україна: разом на зліт». На основі виступу на фестивалі режисером Володимиром Єрмаковим було змонтовано лайв-відео на пісню «Свобода».
У вересні 2015 року ШANA отримала пропозицію співпраці від українського музичного лейблу Monn Records, який взявся за офіційний випуск дебютного диску. Тоді ж радіо Рокс презентували гурт в прямому ефірі в програмі Камтугеза, де ведучий Сергій Кузін відзначив колектив «унікальним явищем на просторах нашої країни».
Жовтень 2015 року — презентація синглу та кліпу «Молюсь» з однойменного дебютного альбому. Режисером кліпу виступила сама вокалістка гурту і арт-фотограф Анна Мельникова.
25 січня 2016 року — офіційна презентація альбому «Молюсь», збірка стала доступною в iTunes.
12 березня в харківському клубі «Пентагон» було офіційно представлено кліп на пісню «Малюк». Ця відеоробота — результат спільної режисерської роботи вокалістки гурту Леонової і Анни Мельникової, фотохудожниці і фахівця в області візуального мистецтва.
24 березня 2016 року відбулася концертна презентація альбому «Молюсь» в київському клубі «Atlas».
27 травня 2016 року гурт представив у Харкові акустичну програму, де окрім звичних гітари, бас-гітари і електроніки на сцені звучали віолончель Віктора Рекало, саксофон, бас-кларнет Сергія Савенка і пескусія Мілоша Корда.
8 липня 2016 року гурт виступив на київському стадіоні НСК «Олімпійський» на одній сцені з Muse, RHCP, The Kills, Hurts та ін., в рамках музичного фестивалю UPark Festival.
6 листопада 2016 року в Харківському академічному драматичному театрі ім. Т. Г. Шевченко відбулася презентація унікальної програми — ШАNA «Таємні коди». Разом з театром «Прекрасные цветы» та симфонічномим оркестром колективу вдалося на одній сцені об'єднати класичне звучання з альтернативним, рок з фольклором і ембієнтом, сакральний танець і пластичний театр, прикрасивши все це заворожуючим відео артом.

## Альбоми
- 2016 — «Молюсь»

## Музичні відео
| Рік  | Назва     | Режисер                           | Альбом |
| ---- | --------- | --------------------------------- | ------ |
| 2015 | «Свобода» | Володимир Єрмаков                 | Молюсь |
| 2015 | «Молюсь»  | Катаріна Леонова, Анна Мельникова | Молюсь |
| 2016 | «Малюк»   | Анна Мельникова                   | Молюсь |

## Учасники
- Катаріна Леонова — вокал, автор музики та слів
- Дмитро Анісімов — гітара
- Євген Шеховцов — бас-гітара
- Олександр Дробушевський — ударні
- Андрій Горн — електроніка
- Олександр Гордєєв — губна гармошка